# 旭川ウェルビーイング・コンソーシアム
一般社団法人旭川ウェルビーイング・コンソーシアム（あさひかわウェルビーイング・コンソーシアム、英称：Asahikawa Well-Being Consortium）は、2012年4月に北海道旭川市に所在する高等教育機関と関係団体の連携体として設立された一般社団法人。

## 概要
設立趣旨として、4つの事業を主な柱として掲げ、文部科学省の平成21年度「大学教育充実のための戦略的大学連携支援プログラム」にも選定されている。
- 連携教育事業
  - 学部学生･大学院学生の単位互換
  - コンソーシアム主導による共同教育科目の設定
  - 合同ファカルティ･デベロップメント(FD)の実施
  - 旭川エリア学生会議の設置

- 連携公開講座事業
  - 旭川エリア市民への生涯教育･研修機会の提供
  - 旭川エリア市民への地域再生に貢献する人材の育成･生涯研修
  - 旭川エリア小中高等学校児童･生徒の教育･研修への参画

- 研究交流事業
  - 学術的異分野交流による相互啓発を介した、学術融合･発展を目指した交流

- 共同研究事業
  - 各高等教育機関の専門領域の活用と融合による特色のある共同研究の立案と実施

## 加盟団体

### 高等教育機関
- 旭川医科大学
- 北海道教育大学 旭川校
- 旭川市立大学
- 東海大学 札幌キャンパス
- 旭川市立大学短期大学部
- 旭川工業高等専門学校

### 関係自治体
- 旭川市
- 上川総合振興局

### 公設研究所
- 北海道立総合研究機構
  - 林産試験場
  - 北方建築総合研究所
  - 上川農業試験場
  - 食品加工研究センター
  - 花・野菜技術センター

### 経済団体
- 一般財団法人 旭川産業創造プラザ
- 旭川商工会議所